# Chiesa di San Maurizio (Villafranca in Lunigiana)
La chiesa di San Maurizio è un edificio sacro che si trova in località Mocrone a Villafranca in Lunigiana.
È una costruzione romanica, a una navata, orientata e con un bel portale. Il paramento murario è in bozze ben squadrate e regolari di bianco sasso colombino, un materiale col quale furono costruite molte chiese romaniche della Lunigiana. La chiesa, dedicata a un santo guerriero per eccellenza, è documentata dal 1296-97, fra le dipendenze della vasta pieve di Sorano.